# Zona de fratura Açores-Gibraltar
A zona de fractura Açores-Gibraltar, ou simplesmente falha Açores-Gibraltar ou zona de falha Açores-Gibraltar, também frequentemente designada por Falha Gloria, é uma extensa falha geológica do Atlântico Nordeste, maioritariamente do tipo falha transformante, que se estende para leste desde o final do rifte da Terceira, a sueste da ilha de São Miguel, nos Açores, prolongando-se até ao Estreito de Gibraltar e penetrando através deste no Mar Mediterrâneo. Recebeu o nome de «Falha GLORIA» por ter sido identificada pela primeira vez em 1971, pelo sonar de varredura lateral de longo alcance GLORIA (acrónimo de Geological Long Range Inclined Asdic).

## Descrição
A falha Açores-Gibraltar forma parte do limite entre as placas tectónicas Euroasiática e Africana, ligando a região da Junção Tripla dos Açores com a região central do Mediterrâneo, nas imediações da Península Itálica.
A estrutura tem origem na junção tripla dos Açores, uma região onde confluem a Crista Médio-Atlântica e o Rifte da Terceira, sendo que este rifte activo, de direcção WNW-ESE, corresponde ao segmento mais ocidental de uma extensa zona de fractura que se prolonga para ESE até penetrar no Mediterrâneo pelo Estreito de Gibraltar. Com início a WNW da ilha Graciosa, o rifte da Terceira bissecta a ilha Terceira, daí o nome, e acaba por desaparecer a SE da ilha de São Miguel, onde se insere no extremo de uma falha transformante. Esta falha inflecte a partir dessa região para uma direcção aproximada E-W, com movimento essencialmente do tipo desligamento direito. Este troço, que se prolonga com clareza até à Crista Gorringe, à entrada do Golfo de Cádis, recebeu o nome de «Falha de Gloria» por ter sido identificada pela primeira vez em 1971, pelo sonar de varredura lateral de longo alcance GLORIA (acrónimo de Geological Long Range Inclined Asdic).
A «falha Gloria», ou seja o troço da Falha Açores-Gibraltar entre o sueste da ilha de São Miguel e as imediações do Banco Gorringe, exibe comportamento essencialmente assísmico, interpretado como resultado de deslizamento assísmico ao longo da zona de fractura. Por outro lado, a escassez de registos sísmicos ao longo da falha, particularmente do seu trecho central, poderá ser reflexo de longos intervalos de recorrência para os sismos que ali ocorrem, superiores ao histótrico da sismicidade instrumental, consequência da reduzida taxa de movimentação tectónica ao longo da estrutura. Também 
o sismo de {\displaystyle M_{\text{w}}} 8,4 registado a 25 de Novembro de 1941, com epicentro localizado junto à extremidade oriental da Falha Gloria, com mecanismo focal indiciador de desligamento direito, pode explicar o presente comportamento assísmico deste segmento da falha devido à grande queda de tensão produzida.
Para leste da Crista Madeira-Tore, que cruza a estrutura na proximidade dos 20ºW, a fronteira entre as placas Eurasiática e Africana torna-se difícil de identificar devido à complexidade da morfologia submarina. Também a sismicidade, que aumenta de intensidade e frequência, se torna acentuadamente difusa, levando a concluir que o movimento de desligamento dextrógiro passa a cavalgamento da placa Eurasiática sobre a placa Africana, mantendo o desligamento direito como componente secundária.
Para leste dos 17ºW, o mecanismo focal de sismos registados na estrutura revela uma combinação de desligamento e de falhamento inverso, predominando os mecanismos de falha inversa para leste do Banco Gorringe, com profundidades hipocentrais intermédias, mas que atingem os 130 km.
Na região do Banco Gorringe, que pela sua génese e morfologia deve ser preferencialmente designada por Crista Gorringe, a fronteira entre as placas está associada e uma curta e incipiente região de subducção intra-oceânica que produz sismos com hipocentro até aos 67 km de profundidade. Nesta área foram localizados os epicentros de muitos dos grandes sismos que atingiram o sudoeste da Península Ibérica e o litoral marroquino, designadamente o grande Terramoto de Lisboa de 1755, ocorrido a 1 de Novembro de 1755 (estimado como de {\displaystyle M_{\text{w}}} > 8,5). Também o sismo com {\displaystyle M_{\text{w}}} 7,3 a 8,0 que a 28 de Fevereiro de 1969 afectou Lisboa e o sudoeste de Portugal teve origem naquela região.
O trecho situado a leste do Estreito de Gibraltar está pobremente estudado e é geralmente considerado como um limite "difuso", com traçado difícil de determinar com base na morfologia do fundo. Em algumas áreas, nas cercanias da Península Itálica, alguns autores interpretam o termo da falha com a sua ligação a uma zona de subducção onde a placa Africana está a ser forçada a mergulhar lentamente por debaixo da placa Euroasiática. Contudo, no trecho a leste de Gibraltar predominam as condições típicas do domínio continental, com sismicidade difusa estendendo-se por uma faixa com mais de 500 km de largura, correspondendo à colisão continental entre a África e a Eurásia.
Ao longo da falha, o movimento relativo é lateral, com uma velocidade aproximada de 4 mm/ano, mas nos segmentos orientais aparecem áreas em compressão. Este comportamento resulta do movimento de convergência NW-SE entre a Ibéria e a placa africana. 